# Manuel Raposo Marques
Manuel Raposo Marques (Conceição, Ribeira Grande, 2 de novembro de 1902 — Vila do Porto, 4 de setembro de 1966) foi um músico, compositor e orquestrador que se notabilizou como regente do Orfeon da Universidade de Coimbra.

## Biografia
Natural da freguesia da Conceição da Ribeira Grande, depois de ter frequentado o Colégio Gaspar Fructuoso (fundado em 1914 por iniciativa de Ezequiel Moreira da Silva), na Ribeira Grande, tendo aprendido música com o padre António Pacheco Custódio, regente da capela da Matriz da Ribeira Grande. Como muitos jovens açorianos daquela altura, ingressou no Seminário Episcopal de Angra, em Angra do Heroísmo, mas abandonou os estudos clericais e foi terminar o ensino secundário no Liceu Nacional de Ponta Delgada.
Concluído o ensino secundário, partiu para Coimbra, onde se licenciou em Letras e onde onde fixou residência a partir de 1923. Com invulgares dotes musicais, ainda nos primeiros anos de Coimbra foi convidado a substituir o regente Elias de Aguiar em alguns ensaios do Orfeon, então instalado na Igreja de São Bento de Coimbra. A partir de 1926 foi nomeado regente substituto do Orfeon, devido à falta de saúde, quase permanente, de Elias e Aguiar, o regente titular. Após mais de 10 anos a reger graciosamente o grupo coral, por proposta aprovada por unanimidade em assembleia geral de orfeonistas realizada em outubro de 1936, foi proposto regente do Orfeão Académico de Coimbra pelo Senado da Universidade e nomeado pelo reitor, cargo que exerceu de 11 de janeiro de 1937 até falecer.
Em Coimbra a partir de 1929 foi professor do Liceu Dr. Júlio Henriques, ao tempo Escola Normal, cargo que desempenhou, com interrupção de 1930 a 1936, e que depois manteve em acumulação com o exercício das funções de regente do Orfeon. Foi também professor do Instituto Pedagógico para o Magistério Primário e da Academia de Música de Coimbra. Foi ainda docente convidado da disciplina de História da Música na Faculdade de Letras da Universidade de Coimbra.
No campo da composição e da orquestração, foi autor de numerosas obras e harmonizações para orquestra, banda e orfeão. Entre as suas obras musicais, contam-se Limoeiro Verde (com versos de Antero de Quental), Missa Mater Dei (a três vozes e órgão), O Vos Omnes (para 4 vozes iguais), Balada (canto e piano), Balada Açoreana (4 vozes iguais) e Rapsódias Açoreanas (nºs 1, 2 e 3). Nas funções de regente do Orfeon Académico de Coimbra, oragnizou e dirigiu digressões e espectáculos em Portugal, nos Estados Unidos e em vário países europeus.
Deixou dispersas algumas produções poéticas. Colaborou em várias revistas e jornais diários, estando a sua obra literária dispersa, maioritariamente em periódicos acorianos, com destaque para Estrela de Alva (de Angra do Heroísmo) e Açoreano Oriental, Diário dos Açores e Correio dos Açores (de Ponta Delgada).
Faleceu de morte súbita, em consequência de um ataque cardíaco, no Aeroporto de Santa Maria, enquanto aguardava embarque para Lisboa, no regresso de uma digressão pelos Açores, que o levara a Ponta Delgada, Angra do Heroísmo e Horta.
Foi sócio honorário do Orfeon Académico de Coimbra e da Casa dos Açores no Rio de Janeiro, sócio de mérito do Instituto de Coimbra e da Associação dos Jardins-Escola João de Deus, sócio de honra do Orfeão Escalabitano e maestro honoris causa da Accademia Mondiale degli Artisti e Professionisti di Roma. Foi sócio do Instituto Cultural de Ponta Delgada.
Na casa onde nasceu, na Ribeira Grande, foram colocadas duas lápides por elementos do Orfeão Académico de Coimbra aquando das digressões daquele agrupamento pelos Açores, realizadas em 1960 e 1968. Entre outras condecorações, foi cavaleiro da Ordem Militar de Santiago de Espada e oficial da Ordem da Instrução Pública, recebeu, em 1954, a medalha de ouro da Cidade de Coimbra e as medalhas de Bom Comportamento, Assiduidade e Dedicação da Legião Portuguesa.